# وینسنت مرزلو
وینسنت مرزلو (انگلیسی: Vincent Marzello; ۴ ژوئیهٔ ۱۹۵۱ – ۳۱ مارس ۲۰۲۰) هنرپیشه اهل ایالات متحده آمریکا بود. وی بین سال‌های ۱۹۷۶ تا ۲۰۱۷ میلادی فعالیت می‌کرد.
از فیلم‌ها یا مجموعه‌های تلویزیونی که وی در آن‌ها نقش داشته است، می‌توان به مایک باست: مدیر تیم ملی انگلستان اشاره نمود.